# Бурлаков, Владимир
Владимир Бурлаков (нем. Vladimir Burlakov; род. 22 июля 1987) — немецкий актёр еврейского происхождения, наиболее известный своей ролью Томаса Посимского в сериалах «Германия-83» и «Германия-86».

## Биография
Бурлаков родился в Москве. В 1996 году он переехал в Германию вместе с матерью, сестрой-близнецом и бабушкой-еврейкой. Приехав в Мюнхен, семья почти не говорила по-немецки и сначала жила в доме для просителей убежища, пока они не были натурализованы по немецкому законодательству. По его собственным словам, Бурлаков с детства хотел быть актёром. С 2006 по 2010 год Владимир учился в Школе исполнительских искусств Отто Фалькенберга.

## Личная жизнь
В ноябре 2021 года он совершил каминг-аут как открытый гей и представил публике своего партнёра.
Владимир Бурлаков является мастером бразильского боевого искусства капоэйра, занимается фехтованием и играет на фортепиано. В настоящее время актёр проживает в Берлине.

## Избранная фильмография
- Как назло Сибирь (2012)
- Германия-83 (2015)
- Железное небо: Грядущая раса (2019)
- Место преступления (2016, 2019, 2020-наст.вр)
- Германия-86 (2018)
- Предания (2018)
- Октоберфест: Пиво и кровь (2020)
- Клео (2022)

## Награды и номинации
- Deutscher Fernsehpreis 2010 за лучший актёрский ансамбль («Перед лицом преступления») вместе с Мари Баумер, Алиной Левшин, Марко Мандичем, Михаэлем Матичевичем, Катариной Неситовой, Максом Римельтом и Рональдом Зерфельдом
- Номинация на премию «Новые лица 2011» в категории «Лучший молодой актёр»
- Баварская телевизионная премия 2011 в категории «Лучший молодой актёр»[10]
- Номинация на телевизионную премию Гюнтера Штрака 2011 за роль в телефильме «Марко В. — 247 дней в турецкой тюрьме»[11]
- Номинация на Deutscher Fernsehpreis 2011 за роль в телефильме «Марко В. — 247 дней в турецкой тюрьме»
- Приз немецких музыкальных критиков 2014 за лучшее озвучивание аудиокниги («Механика сердца» Матиаса Мальзье)